# Югославия на зимних Олимпийских играх 1948
Югославия принимала участие в Зимних Олимпийских играх 1948 года в Санкт-Морице (Швейцария) в четвёртый раз за свою историю, но не завоевала ни одной медали. Как и на последней предвоенной Олимпиаде, в составе югославской сборной были лыжники, прыгуны с трамплина, двоеборцы и горнолыжники.

## Результаты

### Горнолыжный спорт
| Спортсмен       | Дисциплина       | 1-й спуск | 1-й спуск | 2-й спуск | 2-й спуск | Итог   | Итог  |
| Спортсмен       | Дисциплина       | Время     | Место     | Время     | Место     | Время  | Место |
| --------------- | ---------------- | --------- | --------- | --------- | --------- | ------ | ----- |
| Саша Молнар     | Скоростной спуск |           |           |           |           | DNF    | –     |
| Йозе Бертончель | Скоростной спуск |           |           |           |           | 4:00.2 | 80    |
| Кирилл Прачек   | Скоростной спуск |           |           |           |           | 3:52.3 | 71    |
| Матьяж Луканч   | Скоростной спуск |           |           |           |           | 3:50.3 | 69    |
| Славко Луканч   | Скоростной спуск |           |           |           |           | 3:37.1 | 54    |
| Тине Мулей      | Скоростной спуск |           |           |           |           | 3:21.1 | 36    |
| Франци Чоп      | Слалом           | 1:24.8    | 34        | 1:18.9    | 39        | 2:43.7 | 36    |
| Матьяж Луканч   | Слалом           | 1:17.2    | 25        | 1:13.7    | 30        | 2:30.9 | 27    |
| Тине Мулей      | Слалом           | 1:15.0    | 21        | 1:36.0    | 56        | 2:51.0 | 40    |
| Саша Молнар     | Слалом           | 1:11.4    | 13        | 1:12.0    | 28        | 2:23.4 | 18    |

Комбинация
| Спортсмен       | Слалом    | Слалом    | Слалом | Итог (спуск + слалом) | Итог (спуск + слалом) |
| Спортсмен       | 1-й спуск | 2-й спуск | Место  | Очки                  | Место                 |
| --------------- | --------- | --------- | ------ | --------------------- | --------------------- |
| Йозе Бертончель | 1:38.5    | 1:19.6    | 43     | 55.14                 | 51                    |
| Матьяж Луканч   | 1:29.3    | 1:13.1    | 31     | 42.81                 | 37                    |
| Славко Луканч   | 1:27.1    | 1:15.4    | 32     | 35.45                 | 34                    |

### Лыжное двоеборье
| Спортсмен     | Дисциплина        | Лыжная гонка, 18 км | Лыжная гонка, 18 км | Прыжки с трамплина | Прыжки с трамплина | Прыжки с трамплина | Прыжки с трамплина | Прыжки с трамплина | Итог   | Итог  |
| Спортсмен     | Дисциплина        | Очки                | Место               | 1-й прыжок (м)     | 2-й прыжок (м)     | 3-й прыжок (м)     | Очки               | Место              | Очки   | Место |
| ------------- | ----------------- | ------------------- | ------------------- | ------------------ | ------------------ | ------------------ | ------------------ | ------------------ | ------ | ----- |
| Тоне Разингар | Личное первенство | 176.25              | 23                  | 53.5               | 51.5               | 55.5               | 176.2              | 33                 | 352.45 | 24    |

### Лыжные гонки
| Дисциплина       | Спортсмен                                              | Результат | Результат |
| Дисциплина       | Спортсмен                                              | Время     | Место     |
| ---------------- | ------------------------------------------------------ | --------- | --------- |
| 18 km            | Алоиз Кланчник                                         | 1:33:02   | 69        |
| 18 km            | Антон Погачник                                         | 1:29:08   | 56        |
| 18 km            | Йозе Книфич                                            | 1:29:01   | 55        |
| 18 km            | Матьяж Кордеж                                          | 1:28:37   | 53        |
| 18 km            | Тоне Разингар                                          | 1:28:24   | 51        |
| 50 km            | Матьяж Кордеж                                          | 4:27:25   | 16        |
| 50 km            | Франк Смолей                                           | 4:26:12   | 15        |
| 50 km            | Йозе Книфич                                            | 4:26:00   | 14        |
| эстафета 4х10 км | Тоне Разингар Антон Погачник Матьяж Кордеж Йозе Книфич | 2:55:55   | 9         |

### Прыжки на лыжах с трамплина
| Спортсмен      | Дисциплина | 1-й прыжок (м) | 2-й прыжок (м) | Очки  | Место |
| -------------- | ---------- | -------------- | -------------- | ----- | ----- |
| Франк Прибошек | К-68       | 54.5           | 57.0           | 187.4 | 32    |
| Карел Кланчник | К-68       | 58.0           | 65.5           | 197.2 | 23    |
| Янко Межик     | К-68       | 61.0 (падение) | 62.0           | 136.9 | 43    |
| Янец Полда     | К-68       | 63.5           | 71.0 (падение) | 145.2 | 41    |